# Agrypon aggressorium
Agrypon aggressorium là một loài tò vò trong họ Ichneumonidae.